# Jim O'Doherty
Jim O'Doherty es un productor, director y actor de televisión de los Estados Unidos. Conocido por haber creado los sitcoms infantiles Kickin' It y How to Rock .

## Carrera
Como productor de televisión y escritor es más conocido por su trabajo en las sitcoms Grounded for Life y en 3rd Rock from the Sun. Fue nominado para un premio Emmy por su trabajo en esta última serie, como parte del equipo de producción y la escritura.
Otros créditos en televisión de O'Doherty incluyen Out of the Blue, The Tracy Morgan Show and Brothers... así como las sitcoms infantiles Kickin' It y en Nickelodeon How to Rock, en la que se acredita como creador de ambas series. Ha colaborado con el también productor y escritor David M. Israel en la tercera serie de marcianos, Grounded for Life y The Tracy Morgan Show and Brothers.
Como actor, O'Doherty ha tenido pequeños papeles en la serie de televisión Married... with Children, That '70s Show, 3rd Rock from the Sun y en Grounded for Life. Además de aparecer las películas Megaville (1990) y Basket Case 3: The Progeny (1992).
Antes de la actuación, O'Doherty comenzó su carrera en la industria del entretenimiento como comediante stand-up. Él también trabajó como hombre público para numerosas series de televisión ... incluyendo Unhappily Ever After, Suddenly Susan y Married... with Children.